# Narope denticulata
Narope denticulata är en fjärilsart som beskrevs av Talbot 1928. Narope denticulata ingår i släktet Narope och familjen praktfjärilar. Inga underarter finns listade i Catalogue of Life.